# Hot Wheels Turbo Racing
Hot Wheels Turbo Racing e um jogo de corrida, foi desenvolvido pela Stormfront Studios e publicado pela Electronic Arts, foi lançado em 11 de Maio de 1999. Assim como o nome o jogo, ele se baseia nos carrinhos Die-cast da Mattel, mas houve uma participação do Carro de Kyle Petty (piloto da NASCAR) no ano de 1999, seu carro era patrocinado pela Hot Wheels.

## Jogabilidade
O foco do jogo é correr com um de uma seleção de veículos através de várias pistas de corrida temáticas. Pistas secretas podem ser desbloqueadas ao vencer corridas e novos carros podem ser usados encontrando bônus de 'Carro Misterioso' escondidos em cada pista. Seis veículos participam de cada corrida. O jogo apresenta um total de 40 veículos jogáveis. As acrobacias podem ser executadas segurando o direcional ou o analógico em certas direções enquanto estiver no ar para aumentar a velocidade.
Como visto nas telas de dicas, usar o controlador para realizar várias acrobacias a partir de pontos de salto ganha 'Turbos' que permitem rajadas curtas de velocidade. O carro em uso sofrerá danos com base em colisões com obstáculos ou outros carros. Os ícones de power-up encontrados ao redor da pista oferecem várias melhorias de desempenho.

## Recepção
Hot Wheels Turbo Racing recebeu críticas acima da média em ambas as plataformas, de acordo com o agregador de crítica, GameRankings.
Doug Trueman, da NextGen, disse que a versão para Nintendo 64 era "No geral, um título divertido e um ótimo jogo de festa, mas talvez um pouco infantil para os fãs de corridas hardcore".
Scott McCall, da AllGame, chamou a versão para Nintendo 64 de "um pouco divertida e original de jogar", mas criticou seus efeitos sonoros "médios" e músicas "muito limitadas e repetitivas", que ele sentiu serem de baixa qualidade. McCall chamou o jogo de "um pouco decepcionante no departamento gráfico", escrevendo que "parece um jogo de CD-ROM que foi portado para o formato de cartucho de forma rápida e barata. É perceptível por causa do som limitado e abafado, dos gráficos sem brilho e da falta de um modo para quatro jogadores". Joe Ottoson, da AllGame, escreveu uma crítica positiva da versão para PlayStation e elogiou sua trilha sonora, embora tenha notado que os efeitos sonoros "não são tão baratos, mas os pneus barulhentos e os carros colidindo fornecem um complemento convincente para a ação". Ottoson escreveu que os veículos do jogo "se assemelham aos seus homólogos da vida real e o jogo acelera sem qualquer desaceleração", ao mesmo tempo em que afirma que suas pistas de corrida "parecem ficar com as origens da pista de acrobacias de brinquedo do assunto, usando uma variedade de cores vibrantes nos fundos. Muitas vezes me lembravam de algo que havia escapado de um filme de Tim Burton com o uso prodigioso de listras e cores alegres.
Levi Buchanan, da GameFan, elogiou a versão para Nintendo 64 por suas "boas bandas", mas criticou o jogo em si como "medíocre": "O jogo deve ter tão poucos méritos, que eles precisam de uma trilha sonora profissional para adicionar um ponto à lista de recursos na parte de trás da caixa. [...] Nada em Hot Wheels o eleva acima do nível da média. Buchanan sentiu que a licença Hot Wheels era a única diferença sepaAvaliação o jogo de outros jogos de corrida. Jeff Gerstmann, da GameSpot, elogiou ambas as versões por seus gráficos e escreveu que o jogo "captura a aparência desses pequenos carros populares e consegue oferecer uma experiência de jogo surpreendentemente excelente ao longo do caminho. À primeira vista, é fácil descartar Hot Wheels Turbo Racing como apenas mais um jogo de corrida. [...] Mas os carros e as pistas são o que o tornam tão diferente. [...] É uma pena que muitos subestimem o Hot Wheels Turbo Racing só porque ele tem a licença de carro de brinquedo anexada a ele. A direção é ótima, e o aspecto de acrobacias do jogo dá uma sensação de skate. Está definitivamente prestes a se tornar um sucesso adormecido."
Uncle Dust, da GamePro, elogiou a versão do Nintendo 64 por sua trilha sonora em uma análise e escreveu: "Os gráficos parecem muito mais limpos no N64 do que no PlayStation, com os carros modelados com precisão parecendo menos em blocos. [...] Embora a versão N64 pareça melhor do que a versão Playstation, os controles não são tão rígidos. Os manípulos analógicos duplos do Playstation são mais responsivos do que o arranjo de botões padrão desordenado no N64, que também oferece um manípulo analógico menos preciso para direção. Mas deixando de lado as tergiversações, o N64 oferece controles sólidos para os carros. Ele escreveu que um dos principais atributos do jogo "é como ele integra perfeitamente a execução de manobras com corridas bem-sucedidas".  Boba Fatt disse em outra análise: "Se você já jogou um carro Hot Wheel no ar e se perguntou como seria estar dentro durante o acidente que se seguiu, confira Hot Wheels Turbo Racing para obter a resposta. Mais uma pergunta eterna foi respondida pela tecnologia moderna.
Revendo a versão para PlayStation em uma análise, Uncle Dust considerou um dos melhores aspectos do jogo o uso do controle DualShock do console e escreveu: "Existem alguns pontos de lama em que o jogo fica atolado. Embora os modelos 3D dos carros estejam certos, eles são um pouco em blocos e o metal rolando, virando e torcendo tende a durar mais tempo do que deveria. Colisões com pilotos adversários têm um resultado às vezes imprevisível, tornando a ação muito frustraAvaliação ao tentar ganhar a Hot Wheels Cup. O pior de tudo, porém, é que não há medidor de dano para avisá-lo quando você está prestes a explodir. Picuinhas à parte, Hot Wheels Turbo Racing faz uma diversão de tirar o fôlego como poucos outros títulos. A EA faz uso perfeito do nome Hot Wheels, incluindo os loops clássicos e os designs de pistas de colisão de carros, para garantir muita capacidade de repetição neste jogo de corrida divertido e fresco." Em outra análise, Boba Fatt disse que a mesma versão de console estava "longe de ser perfeita, mas é um dos jogos de corrida no estilo arcade mais emocionantes do mercado. Se você tem ganância por velocidade, confira este título!"
A GameRevolution, que sentiu que o jogo era mais adequado para crianças pequenas, elogiou a versão para PlayStation por sua trilha sonora, mas chamou os gráficos de "saco misto": "Os carros e as pistas parecem muito bons e a taxa de quadros é muito rápida, mas a aparência das pistas não parece muito certa. Na minha imaginação, Hot Wheels seria disputado em pistas de brinquedo no quintal, em tampos de mesa ou em salas de brinquedos. Em vez disso, as pistas são uma mistura de terreno da vida real, áreas industriais e outros lugares aleatórios. Se os designers realmente quisessem capturar a sensação de correr com pequenos carrinhos de brinquedo, eles deveriam ter levado isso em consideração e deixado você queimar borracha na cozinha. O que nos resta é um jogo que tenta colocar carros de brinquedo em um ambiente quase real. Há muitos saltos e loops, mas suas qualidades de brinquedo se chocam com os ambientes naturais. No lado positivo, os carros parecem fiéis à vida e realmente trazem de volta algumas memórias."
Matt Casamassina da IGN elogiou os gráficos da versão para Nintendo 64, escrevendo que a Stormfront Studios "traduziu com sucesso a aparência das pistas de plástico da Hot Wheels para o mundo dos polígonos". Hot Wheels Turbo Racing apresenta estradas que brilham em vermelho brilhante, listras amarelas e laranja, verdes, azuis - tudo menos preto, na verdade. Embora essas pistas sejam definitivamente uma reminiscência dos cursos de brinquedo em que foram inspiradas, como jogo, devemos admitir que elas ainda parecem excessivamente cafonas e com aparência muito brilhante. [...] Como os gráficos de fundo têm um tom muito mais realista, o efeito final é certamente único, se não confuso. Acabamos com estradas de arco-íris que se estendem por ambientes realistas. Um pouco estranho, com certeza, mas funciona. Os veículos, por sua vez, que são compostos pela clássica coleção Hot Wheels, ganham vida com modelos poligonais sólidos e texturas detalhadas. Os ambientes coloridos em si, deve-se dizer, não são excessivamente detalhados. Casamassina observou que o jogo tinha uma "aparência muito poligonal", dando aos objetos de fundo e estradas uma "aparência de blocos". Casamassina sentiu que o jogo parecia desatualizado em comparação com outros jogos de corrida da época, e escreveu que preferia "os ambientes de corrida abertos e a física pesada dos carros da série Rush aos carros aparentemente sem peso da Hot Wheels e às vezes pistas 3D confinadas". Com isso dito, o título é recomendado como um bom piloto que vai agradar aos amantes de acrobacias e não aos viciados em simulação."
Max Everingham, da IGN, elogiou a versão para PlayStation por sua trilha sonora e notou semelhanças de jogabilidade com os jogos San Francisco Rush, que também incorporaram saltos altos e acrobacias no ar; Everingham disse que a versão desse conceito da Hot Wheels Turbo Racing era "divertida, mas também muito fácil. A curva de aprendizado é curta e a vida útil de jogo a longo prazo é moderada. Seguindo as dicas de Beetle Adventure Racing, Hot Wheels também está repleto de pistas alternativas e segredos. Aqui, ainda é intrigante encontrar todos eles, mas não parece tão original ou tão atraente". Everingham chamou os gráficos de "um pouco brilhantes demais e na sua cara" e concluiu: "Se você desejasse que SF Rush tivesse mais controle e menos aleatoriedade, então você vai adorar isso. Hot Wheels faz um pouco de tudo muito bem, mas não executa tudo bem o suficiente para permanecer um jogo de destaque por mais de um mês."